# Hermann Weinbuch
Hermann Wienbuch (Bischofswiesen, 22 marzo 1960) è un ex sciatore nordico tedesco occidentale attivo nel salto con gli sci e nella combinata nordica, disciplina nella quale ha colto i maggiori successi.

## Biografia
Hermann Wienbuch esordì ai Mondiali juniores di Murau, in Austria, nel 1978 vincendo la medaglia d'oro nell'individuale di combinata nordica, medaglia che avrebbe conquistato anche nell'edizione dell'anno seguente. Ottenne il primo risultato di rilievo in Coppa del Mondo di combinata nordica il 17 dicembre 1983 a Seefeld in Tirol, in Austria, giungendo 15º in una Gundersen. Due anni dopo a Schonach, in Germania Ovest, ottenne il suo primo successo individuale e due ori ai Mondiali del 1985 a Seefeld, nell'individuale e nella gara a squadre. Nel 1986, grazie anche alle quattro vittorie conquistate durante la stagione, vinse la Coppa del Mondo assoluta. Nel 1987 venne convocato per la combinata nordica ai Mondiali di Oberstdorf, in Germania Ovest, onorando la partecipazione salendo sul gradino più alto del podio nella gara a squadre e ottenendo un bronzo nell'individuale. Si ritirò dall'attività agonistica il 19 marzo 1987 vincendo a Oslo, in Norvegia, una Gundersen.
In carriera prese parte a tre edizioni dei Giochi olimpici invernali: Lake Placid 1980 (48° nel salto con gli sci dal trampolino lungo, 16° in combinata nordica), Sarajevo 1984 (8° in combinata nordica) e Calgary 1988 (29° in combinata nordica).

## Palmarès

### Combinata nordica

#### Mondiali
- 4 medaglie:
  - 3 ori (individuale, gara a squadre a Seefeld 1985; gara a squadre a Oberstdorf 1987)
  - 1 bronzo (individuale a Oberstdorf 1987)

#### Mondiali juniores
- 2 medaglie:
  - 2 ori (individuale a Murau 1978; individuale a Mont-Sainte-Anne 1979)

#### Coppa del Mondo
- Vincitore della Coppa del Mondo nel 1986
- 14 podi:
  - 7 vittorie
  - 5 secondi posti
  - 2 terzi posti

##### Coppa del Mondo - vittorie
| Data             | Località      | Nazione        | Trampolino            | Spec.       |
| ---------------- | ------------- | -------------- | --------------------- | ----------- |
| 5 gennaio 1985   | Schonach      | Germania Ovest | Langenwaldschanze K90 | IN NH/15 km |
| 16 marzo 1985    | Oslo          | Norvegia       | Holmenkollen K105     | IN LH/15 km |
| 14 gennaio 1986  | Schonach      | Germania Ovest | Langenwaldschanze K90 | IN NH/15 km |
| 18 gennaio 1986  | Murau         | Austria        | Gumpold K85           | IN NH/15 km |
| 28 febbraio 1986 | Lahti         | Finlandia      | Salpausselkä K88      | IN NH/15 km |
| 22 marzo 1986    | Štrbské Pleso | Cecoslovacchia | MS 1970 K88           | IN NH/15 km |
| 19 marzo 1987    | Oslo          | Norvegia       | Holmenkollen K105     | IN LH/15 km |

Legenda:

IN = individuale Gundersen

NH = trampolino normale

LH = trampolino lungo